# Burning Man

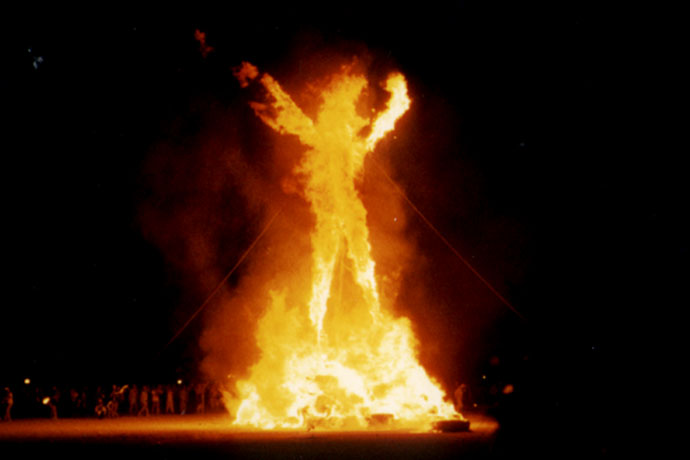
Der Burning Man

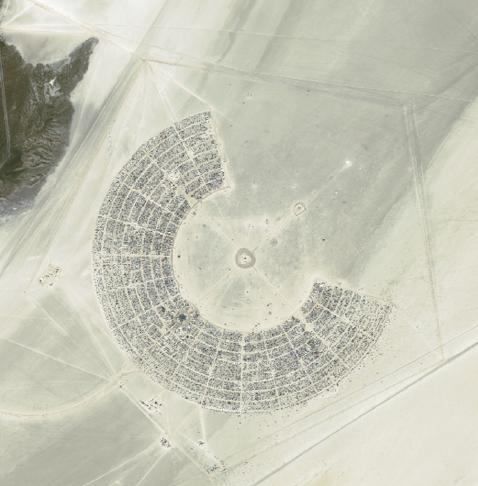
Black Rock City im Jahr 2005, NASA-Satellitenbild

Burning Man (deutsch „Brennender Mann“) ist ein jährlich stattfindendes Festival im US-Bundesstaat Nevada in der Black Rock Desert, etwa 150 km nordnordöstlich von Reno.
Das Festival dauert neun Tage und endet traditionell am ersten Montag im September, dem US-amerikanischen Labor Day. Seine Kernveranstaltung ist das Verbrennen einer sich jährlich verändernden überdimensionalen Statue – des Burning Man – am siebten Festivaltag.

## Geschichte
Begründer des Festivals ist Larry Harvey (1948–2018). Er veranstaltete das Festival erstmals im Jahr 1986 mit 20 Teilnehmern am Baker Beach, einem Strand auf dem Gelände des Presidio in San Francisco. Es wurde dann jährlich mit steigender Teilnehmerzahl abgehalten, bis 1990 das Verbrennen der Statue am Strand verboten wurde. Daraufhin zog das Burning Man Festival in die Black-Rock-Wüste in Nevada, weil durch die steigende Zahl der Feiernden das Platzangebot am Strand zu gering wurde. Die Statue – „The Man“ – stand zeitweise auf einem Podest, das über die Jahre immer weiter erhöht wurde. Beim Burning Man 2014 stand sie auf keinem Podest und war dafür umso höher.
Mittlerweile wird die Veranstaltung von über 75.000 Menschen jährlich besucht. Seit 2011 übersteigt die Nachfrage das Angebot an Plätzen in der temporären Stadt.
Wegen der COVID-19-Pandemie in den Vereinigten Staaten wurde die Veranstaltung 2020 und 2021 abgesagt.
Die vom 27. August bis zum 4. September geplante Ausrichtung im Jahr 2023 wurde von unerwarteten, heftigen Regenfällen beeinträchtigt, die das Gelände schlammig machten und teilweise überfluteten. Die Organisatoren erklärten am 2. September, die Veranstaltung sei unterbrochen, und rieten den Besuchern, Lebensmittel, Wasser und Treibstoff zu sparen sowie Zuflucht an einem warmen, sicheren Ort zu suchen. Nachdem ein Fahrverbot erlassen worden war, steckten noch etwa 72.000 Teilnehmer dort fest. Nach Angaben von Besuchern konnten mobile Toilettenkabinen nicht mehr geleert werden. Das Verbrennen der Statue wurde von den Organisatoren auf den 4. September verschoben. An diesem Tag hatte sich die Situation wieder entspannt.

## Konzept
Das Festival ist nicht nur eine große Kunstausstellung, sondern auch ein Treffen der weltweiten aktiven Community, die neben radikaler Einbeziehung aller Menschen auch als Ort intensiver Selbstdarstellung und als eine große Party gilt. Während des Festivals entsteht in der Wüste eine temporäre Stadt mitsamt Krankenhaus und Flughafen, die hinterher wieder komplett abgebaut wird. Ein Team von ehrenamtlichen Mitarbeitern sorgt dafür, dass keine Spuren (insbesondere Abfall) hinterlassen werden.
Auf dem Fest sind nur noch Fußgänger, Fahrradfahrer und Art Cars zugelassen, die bei Burning Man als „Mutant Vehicles“ bezeichnet werden. Burning Man ist berühmt für seine besonders phantasievollen und skurrilen Art Cars. Besonders bemerkenswert sind auch Lauf-Mutantenfahrzeuge, wie die für das Festival konstruierte achtbeinige Stahlspinne Mondospider aus dem Jahre 2007.

## Zeittafel
| Jahr | Höhe des Mannes | Ort                                     | Teilnehmer | Motto                                        | Bemerkungen |
| ---- | --------------- | --------------------------------------- | ---------- | -------------------------------------------- | --- |
| 1986 | 02,4 m          | Baker Beach, San Francisco              | 00020      | —                                            | Larry Harvey und Jerry James bauen einen hölzernen Mann und brennen ihn zur Sommersonnenwende ab. |
| 1987 | 06 m            | Baker Beach                             | 00980      | —                                            | |
| 1988 | 10 m            | Baker Beach                             | 00150–200  | —                                            | |
| 1989 | 12 m            | Baker Beach                             | 00300+     | —                                            | Erste Erwähnung des Events im Cacophony Society Newsletter. |
| 1990 | 12 m            | Baker Beach / Black Rock Desert, Nevada | 00500–900  | —                                            | Die Figur wird zur Sommersonnenwende am Baker Beach montiert, aber nicht abgebrannt. Das Labor Day-Wochenende wird neues Veranstaltungsdatum in der Black Rock Desert. |
| 1991 | 12 m            | Black Rock Desert                       | 00250      | —                                            | Erstmals als Neon-Mann |
| 1992 | 12 m            | Black Rock Desert                       | 00600      | —                                            | |
| 1993 | 12 m            | Black Rock Desert                       | 01.000     | —                                            | |
| 1994 | 12 m            | Black Rock Desert                       | 02.000     | —                                            | |
| 1995 | 12 m            | Black Rock Desert                       | 04.000     | Gutes und Schlechtes                         | Die Ansiedlung wird erstmals Black Rock City genannt. |
| 1996 | 15 m            | Black Rock Desert                       | 08.000     | Das Inferno                                  | Das Thema erinnert an Dantes Inferno. Das erste Jahr, in dem der Mann auf einem Strohballenpodest errichtet wird. |
| 1997 | 15 m            | Hualapai Playa                          | 10.000     | Fruchtbarkeit                                | Autofahren und Waffentragen wird verboten. Erstmals radiale Anordnung der Straßen. |
| 1998 | 15 m            | Black Rock Desert                       | 15.000     | Unklare Einheit                              | Erste Managementstrukturen, stabile Finanzierung und Kostendeckung. |
| 1999 | 12 m            | Black Rock Desert                       | 23.000     | Wheel of Time                                | Im RV-Führer der American Automobile Association als „Great Destination“ erwähnt. |
| 2000 | 12 m            | Black Rock Desert                       | 25.400     | Der Körper                                   | |
| 2001 | 21 m            | Black Rock Desert                       | 25.659     | Sieben Alter des Menschen                    | William Shakespeare: Wie es euch gefällt. 2. Akt, 7. Szene |
| 2002 | 24 m            | Black Rock Desert                       | 28.979     | The Floating World                           | Erstmals von der Federal Aviation Administration als Flugplatz anerkannt. |
| 2003 | 24 m            | Black Rock Desert                       | 30.586     | Jenseits des Glaubens                        | Hunde werden verboten. |
| 2004 | 24 m            | Black Rock Desert                       | 35.664     | Die Weite des Himmels                        | |
| 2005 | 22 m            | Black Rock Desert                       | 35.567     | Psyche                                       | Die Teilnehmer können den Mann drehen. |
| 2006 | 22 m            | Black Rock Desert                       | 39.100     | Hoffnung und Angst: Die Zukunft              | |
| 2007 | 20 m            | Black Rock Desert                       | 47.097     | Der Grüne Mann                               | Der Mann geht vier Tage zu früh in Flammen auf. Kurz nach der Brandstiftung kommt es zu einer Festnahme. Die Statue wird rechtzeitig zum Samstag wiederaufgebaut. |
| 2008 | 25 m            | Black Rock Desert                       | 49.599     | Der Amerikanische Traum                      | |
| 2009 | 20 m            | Black Rock Desert                       | 43.435     | Evolution: A Tangled Bank                    | |
| 2010 | 32 m            | Black Rock Desert                       | 51.454     | Metropolis: The Life Of Cities               | Teilnehmerzahl erstmals über 50.000. |
| 2011 | 32 m            | Black Rock Desert                       | 53.600     | Rites of Passage                             | Vor 25 Jahren (am 21. Juni 1986) fand das erste Festival statt. Da der Vorverkauf der Eintrittskarten vier Wochen vor der Eröffnung die behördlich genehmigte Anzahl an Besuchern erreicht, wird er gestoppt und die Veranstaltung zum ersten Mal als ausverkauft bezeichnet. |
| 2012 | 27 m            | Black Rock Desert                       | 56.149     | Fertilität 2.0                               | Die Tickets wurden in Form einer Verlosung vergeben, wobei langjährige erfahrene Helfer wie auch ein großer Teil der Künstler, die zum Programm beitrugen, nicht berücksichtigt wurden. Dafür hatten sich Tickethändler an der Verlosung beteiligt, die bis zum Vierfachen des nominalen Preises von 250 Dollar erlösten. Kurz vor der Veranstaltung sorgte ein Überangebot von Eintrittskarten zu Preisen unterhalb des Kaufpreises für Ärger. |
| 2013 | n. a.           | Black Rock Desert                       | 68.000     | Cargo Cult                                   | Es fand keine Verlosung statt, sondern eine Vorregistrierung zum Kauf, um den Schwarzhandel zu erschweren. |
| 2014 | 32 m            | Black Rock Desert                       | 68.000     | Caravansary                                  | Die Figur des Burning Man steht erstmals seit den 1990er Jahren wieder direkt auf dem Boden. Wegen sehr starker Niederschläge muss der Einlass für einen knappen Tag geschlossen werden, da der Untergrund bis zum Abtrocknen nicht befahrbar ist. |
| 2015 | 15 m            | Black Rock Desert                       | 70.000     | Karneval der Spiegel                         | |
| 2016 | 13 m            | Black Rock Desert                       | 70.000     | DaVinci's Workshop                           | |
| 2017 |                 | Black Rock Desert                       | 70.000     | Radical Ritual                               | |
| 2018 |                 | Black Rock Desert                       | 70.000     | I, Robot                                     | |
| 2019 |                 | Black Rock Desert                       | 78.600     | Metamorphoses                                | |
| 2020 |                 | online (virtuell)                       |            | The Multiverse                               | Die Veranstaltung wurde wegen der SARS-CoV-2 Pandemie abgesagt. Stattdessen fand sie online statt. |
| 2021 | 18 m            | online (virtuell)                       |            | The Great Unknown (zunächst Terra Incognita) | Wegen der fehlenden Planungssicherheit wegen der SARS-CoV-2 Pandemie sagten viele große Theme Camps ihre Teilnahme schon zu Jahresbeginn ab. Am 27. April sagten die Veranstalter den Burning Man 2021 wegen Unsicherheiten ab. Trotzdem fanden sich etwa 20.000 Personen in der Black Rock Desert ein, die selbst eine Veranstaltung unter strengen Vorgaben des Bureau of Land Management organisierten.                                      |
| 2022 | 31 m            | Black Rock Desert                       | 75.069     | Waking Dreams                                | |
| 2023 |                 | Black Rock Desert                       | 72.000     | Animalia                                     | Starke Beeinträchtigungen durch heftige Regenfälle. |
| 2024 |                 | Black Rock Desert                       | 70.000     | Curiouser Curiouser                          | Zum ersten Mal seit 2010 nicht ausverkauft. |
| 2025 |                 | Black Rock Desert                       |            | Tomorrow Today                               | |

## Galerie

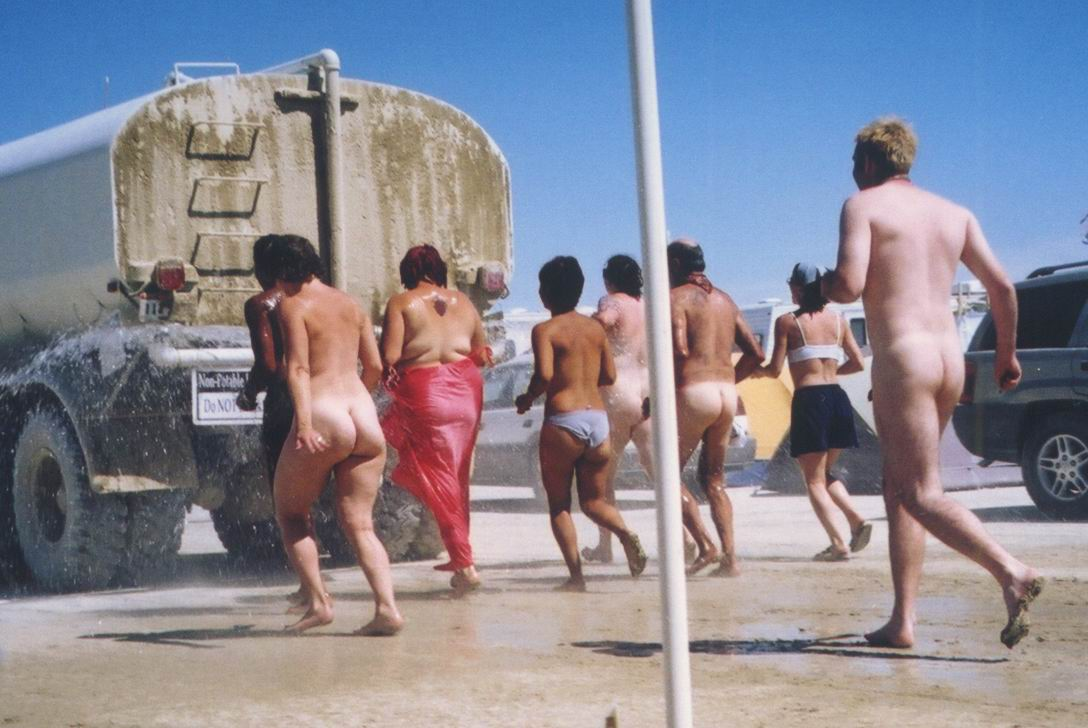
Tägliche Dusche (2003)
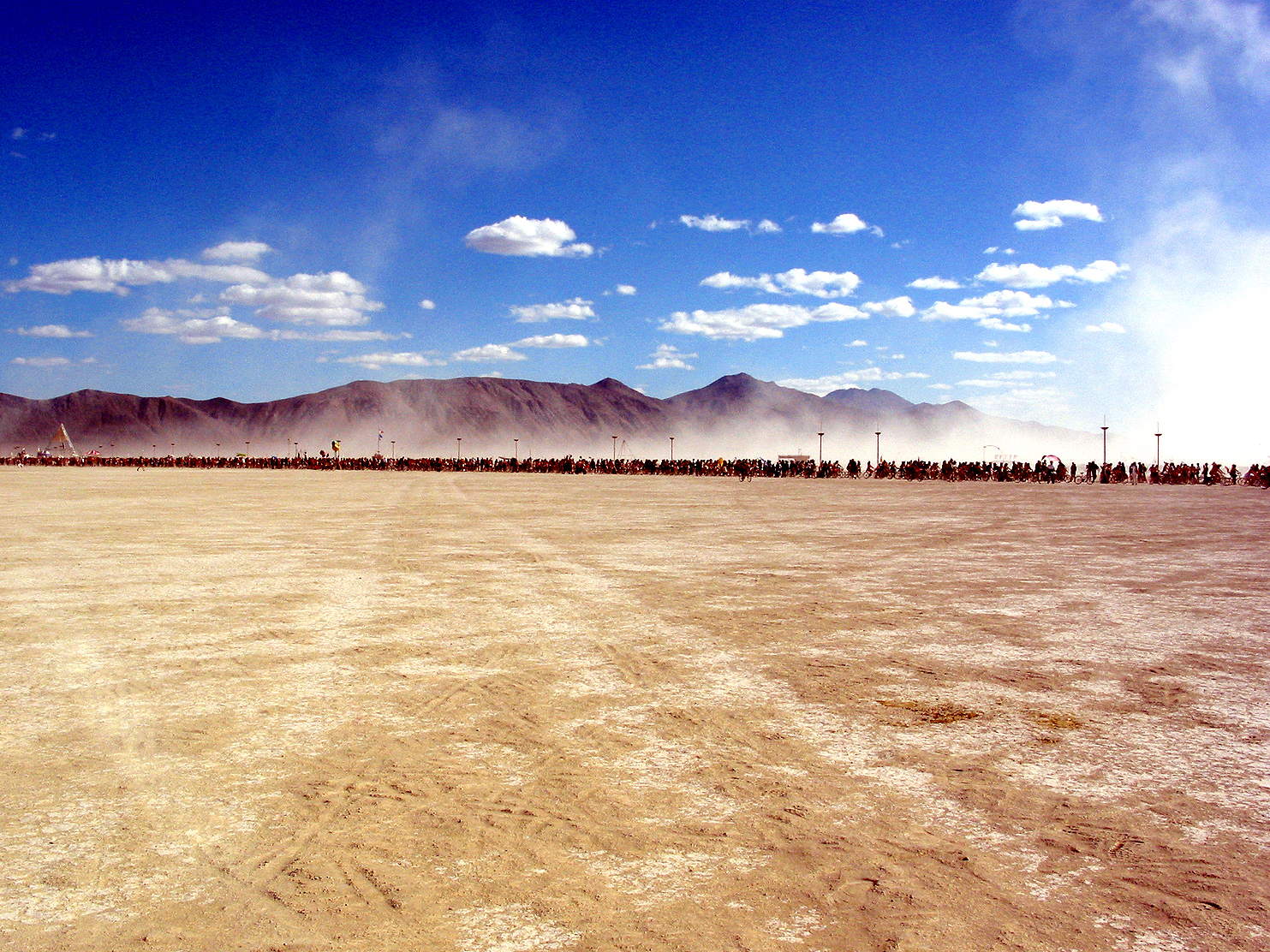
Tausende Menschen auf Fahrrädern (2004)
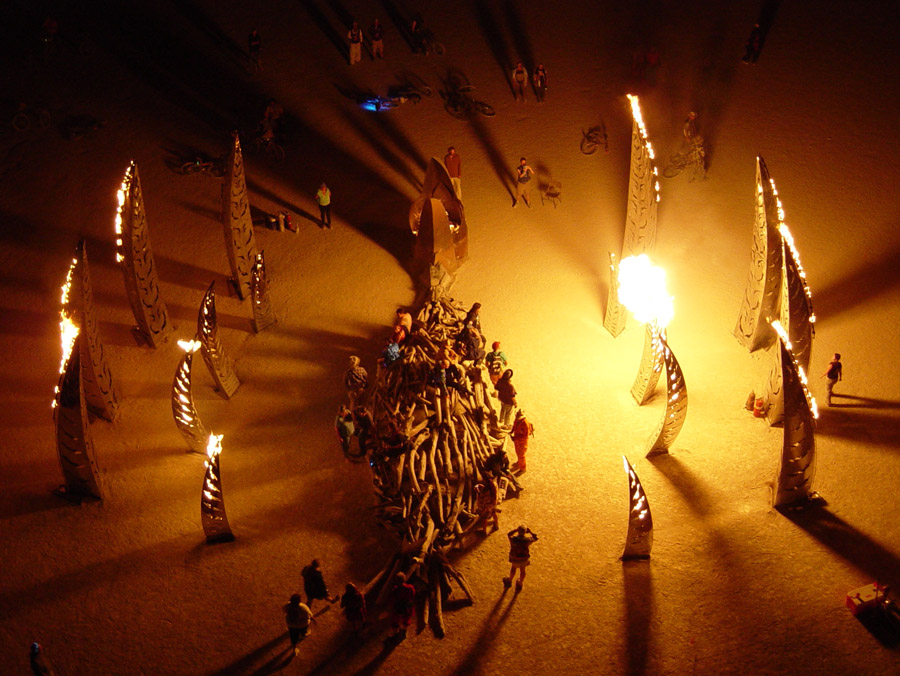
Flaming Lotus Girls (2005)
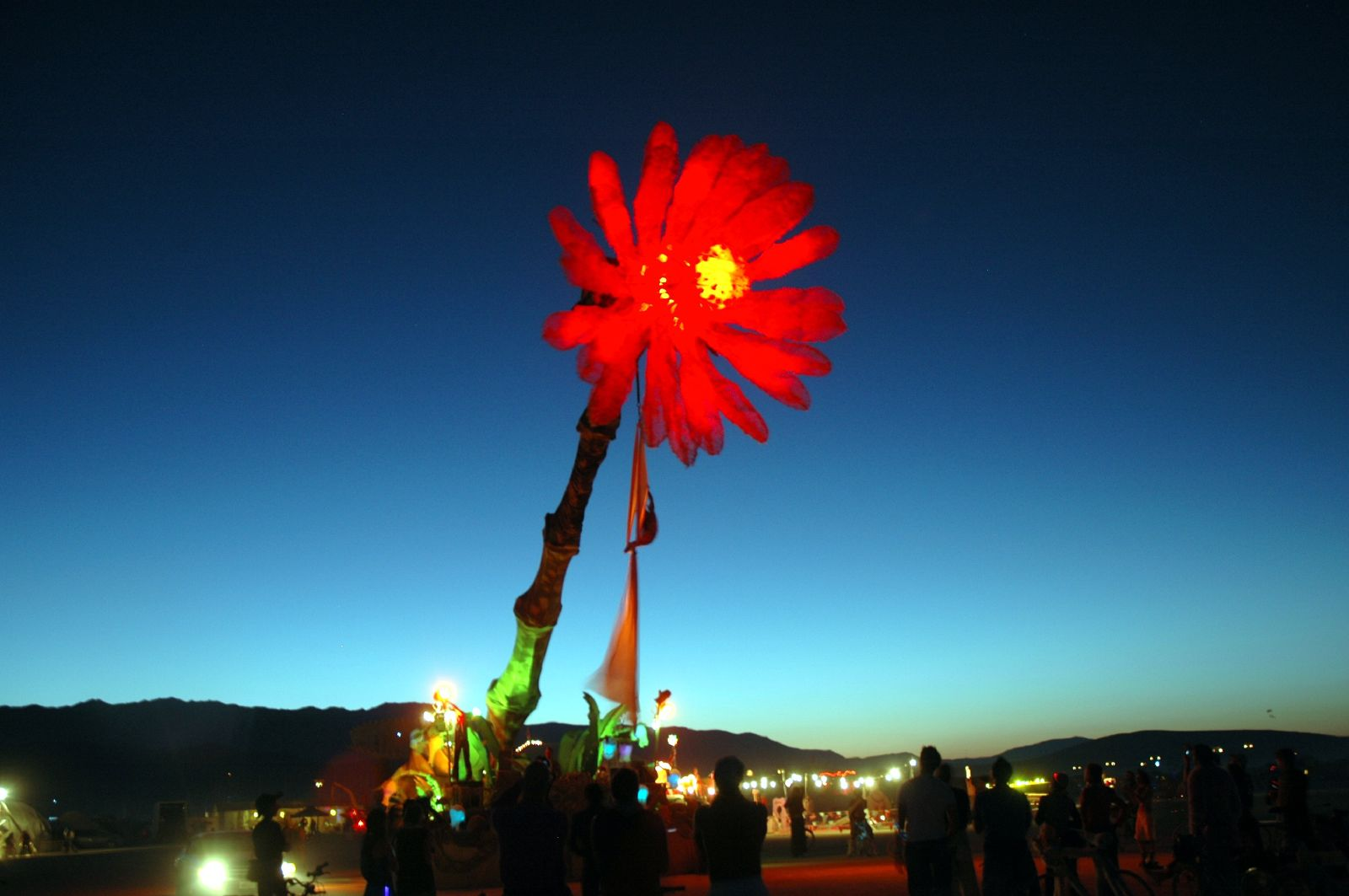
Fahrende Blumenskulptur (2006)
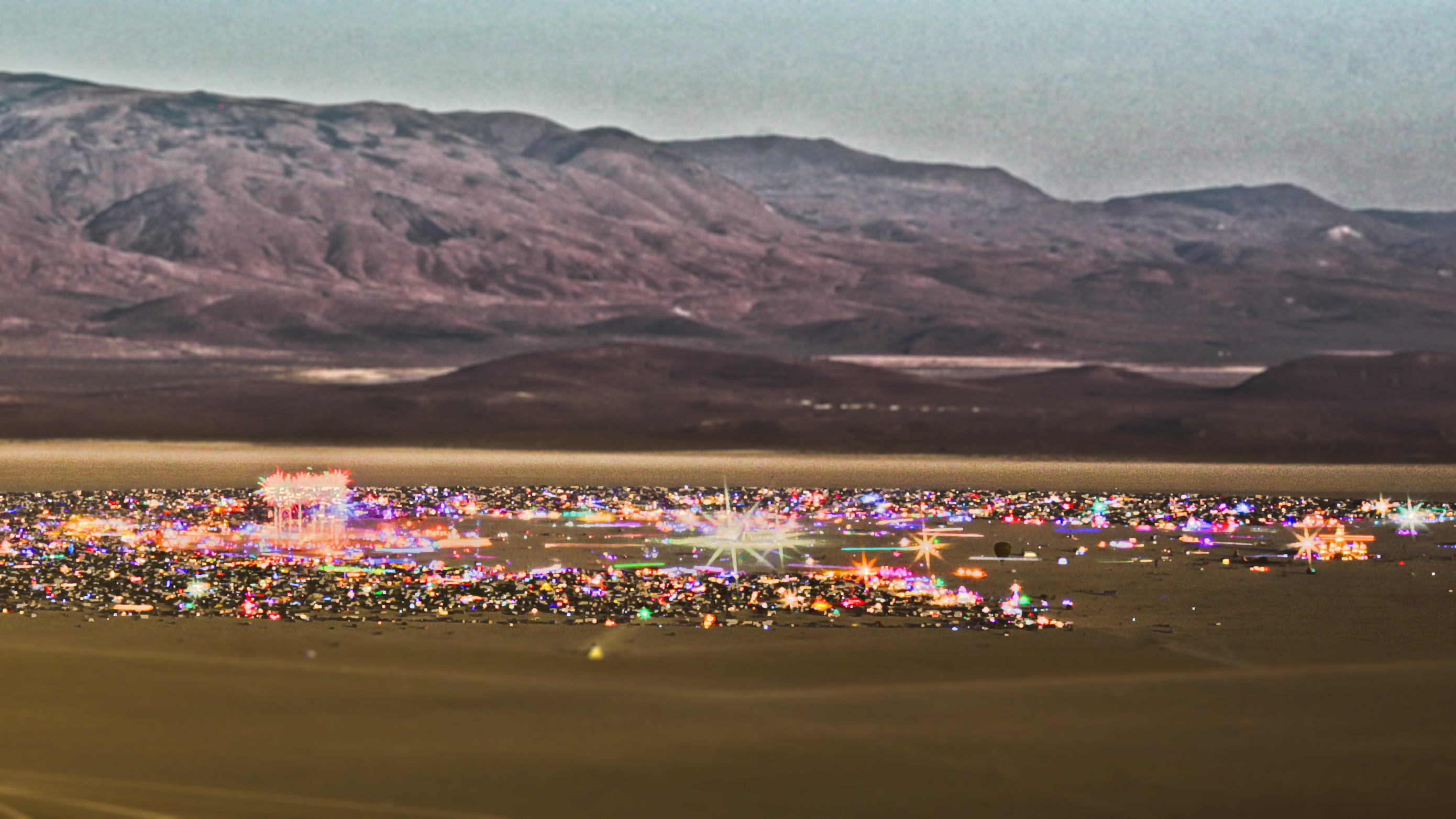
Camp bei Nacht 2011

## Rezeption in der Musik
- Die erste CD der Gruppe Third Eye Blind enthielt das Lied Burning Man.
- 1999 sangen Queensrÿche den Song Burning Man auf ihrem Album Q2K.
- Das Album Remission der Gruppe Mastodon enthält das Stück Burning Man.
- Das Album Flash von Fünf Sterne deluxe enthält das Stück Inspektor Jabidde. Schauplatz des Kriminalfalls ist unter anderem das Burning Ham Festival, auf dem ein hölzerner Schinken verbrannt wird.

## Rezeption in Film und Literatur
- In der Fernsehserie Malcolm mittendrin besucht die Familie in der ersten Episode der siebten Staffel das Festival. Die Aufnahmen wurden nicht bei Burning Man gedreht, da dort nur Berichterstattung und nichtkommerzielles Material aufgezeichnet werden dürfen.
- In der Zeichentrickserie American Dad spielt ein Teil der 4. Episode in der ersten Staffel auch auf dem Festival.
- In der Zeichentrickserie South Park läuft in der 13. Episode der 14. Staffel der Dämon Cthulhu auf dem Festival Amok.
- In der Zeichentrickserie The Simpsons erklärt der Anführer der Umweltaktivisten in der 4. Episode der 12. Staffel „Lisa, the tree hugger“ die persönlichen Nachteile, die durch das Besetzen eines zum Abholzen freigegebenen Baumes entstehen: „Once you’re up there, you can’t come down. Not for a Phish concert, not even for Burning Man“. Als „Blazing Guy“ steht das Festival im Zentrum der 7. Episode der 26. Staffel (deutscher Titel ’Fackeln im Sandsturm’). Bart möchte dort seinen neuen, verhassten Lehrer blamieren, indem er die Statue mit Brandschutzmittel versieht und somit das Anzünden durch den Lehrer verhindert.
- Das erste jemals verwendete Doodle der Suchmaschine Google zeigte das Firmenlogo mit der Holzfigur des „Man“.[20]
- Im Roman Homeland von Cory Doctorow besucht der Protagonist am Anfang des Romanes das Festival.[21]
- In Dan Simmons’ Romanen Ilium und Olympos, die in einer fernen Zukunft spielen, hat das Burning-Man-Festival als Legende im kollektiven Gedächtnis der Menschheit überdauert.
- Der neunteilige Stadtgeschichten-Zyklus von Armistead Maupin endet im letzten Teil The Days of Anna Madrigal (2014; deutsch: Die Tage der Anna Madrigal 2017) auf einem Burning-Man-Festival.
- Das Festival bildet einen der Schauplätze des Romans Tuer le père (deutsch: Den Vater töten) der belgischen Autorin Amélie Nothomb.
- Das Spielfilmdebüt The Girl from the Song (2017) des spanischen Regisseurs Ibai Abad spielt hauptsächlich auf dem Festival und liefert dabei vielfältige Impressionen vom Burning Man unter Einbeziehung der Teilnehmerinnen und Teilnehmer.

## Rezeption in den Wissenschaften
Ethnografische und kulturwissenschaftliche Feldforschungen haben sich damit auseinandergesetzt, wie sich Gemeinschafts- und Identitätsbildung auf dem Festival vollziehen. So wurde die Frage gestellt, inwiefern Burning Man als Gegenentwurf zur Gesellschaft außerhalb des Festivals gelten kann.

## Regionale Veranstaltungen
Die große Popularität von Burning Man hat dazu geführt, dass sich weltweit ähnliche Veranstaltungen entwickelt haben. Einige dieser Veranstaltungen sind offiziell mit Burning Man über das so genannte „Regional Network“ verbunden. Sie werden als Regional Events bezeichnet.
Seit 2004 findet in Spanien nahe Sariñena in der Provinz Huesca das Nowhere statt. Es ist Europas größtes „Regional Event“. Ausgesprochen wird es no|where (englisch nirgendwo), zugleich ist es ein Wortspiel mit now und here („jetzt hier“). Es wird auch Euro Burn genannt und hatte 2022 rund 3500 Teilnehmer. Es orientiert sich an den 10 Prinzipien von Burning Man. Allerdings gibt es leichte Änderungen. Offene Feuer sind wegen der Brandgefahr rundum verboten, es gibt also kein Abbrennen einer Figur wie in Nevada. Der Event wird in der Community darum auch als „NoBurn Burn“ bezeichnet. Neben dem Nowhere gibt es noch eine Reihe weiterer Regional Events in Europa, wie etwa das Borderland in Skandinavien, den Swissburn in der Schweiz, Where the Sheep Sleep in den Niederlanden oder Kiez Burn in Deutschland.
Die weltweit größten Regional Events sind AfrikaBurn in Südafrika und Midburn in Israel mit jeweils ca. 11.000 Teilnehmern.

## Filme
- The Girl From The Song, Spielfilm, ca. 102 Min., 2017, Ein Nachwuchsmusiker folgt einer unbekümmerten College-Studentin zum „Burning Man“-Festival in der Wüste Nevadas, um ihr seine Liebe zu gestehen und sich selbst zu finden. Die Filmhandlung spielt größtenteils auf dem Festival und wurde dort während der 2015-Edition aufgenommen. Film auf IMDb
- Dust & Illusions. 30 years of Burning Man history. Dokumentarfilm, USA, 2009, 80 Min., Buch und Regie: Olivier Bonin, Produktion: Madnomad Films, Kinostart: 28. März 2009 (USA), Filmseite.
- Utopia im Wüstensturm. Eine Reise zu amerikanischen Träumern. Dokumentarfilm, Deutschland, 2009, 29 Min., Buch und Regie: Udo Lielischkies und Audrey Stimson, Produktion: WDR, Reihe: WDR weltweit, Erstsendung: 20. Oktober 2009 bei WDR, Inhaltsangabe von ARD.